# MATEBA
A MATEBA (acrônimo de "Macchine Termo-Balistiche"), eventualmente grafada como MaTeBa, foi originalmente, uma empresa italiana dedicada à produção e manutenção de máquinas para fazer massas, provavelmente fundada durante a década de 1940 pelo pai de Emilio Ghisoni em Pavia. No final da década de 1950, Emilio herdou a empresa.
O interesse do jovem Ghisoni por engenharia mecânica e armas de fogo tornou-se uma atividade acessória de sua empresa, mas no final da década de 1970 e início dos anos 1980 a pistola MT-1 no calibre .22LR e a família MTR de revólveres estavam disponíveis para uso em circuitos de tiro esportivo.

## Evolução

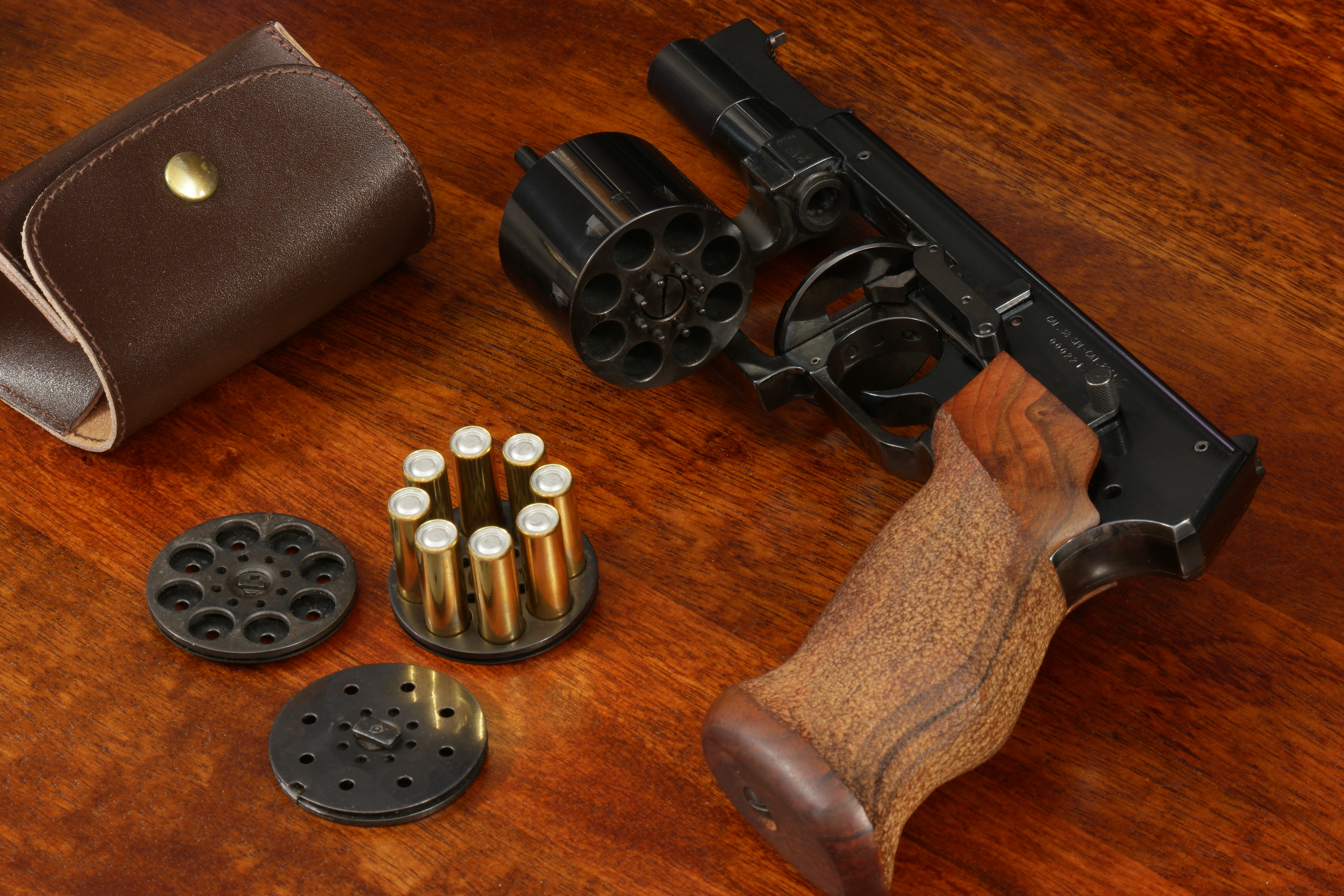
O Mateba MTR-8 e seus clips.

O MTR-8 obteve boa aceitação e foi exportado para fora da Itália, o que deu a seu criador alguma fama. De design não convencional, o MTR-8 parecia ter nascido do casamento entre um revólver Smith & Wesson Modelo 10 e uma pistola Benelli B76. Embora feio, o MTR-8 era mais preciso e controlável do que qualquer outro revólver tradicional, mas ainda operava no princípio de "dupla ação" e "ação única" manual. Foi comercializado em diferentes calibres e até mesmo uma versão carabina foi fabricada.
Depois de uma mudança de proprietário e vendas fracas, a empresa MATEBA fechou em 2005 para evitar a falência, mas reabriu em 2014 em Montebelluna.
O nome "MaTeBa" foi comprado nos últimos anos por investidores dispostos a reviver as linhas de produtos originais, juntamente com a fabricação / montagem de AR-15 e rifles de precisão. houve uma atualização de informações promissora de seu site, datada de janeiro de 2020, mas até o momento nada de prático surgiu.

## Produtos

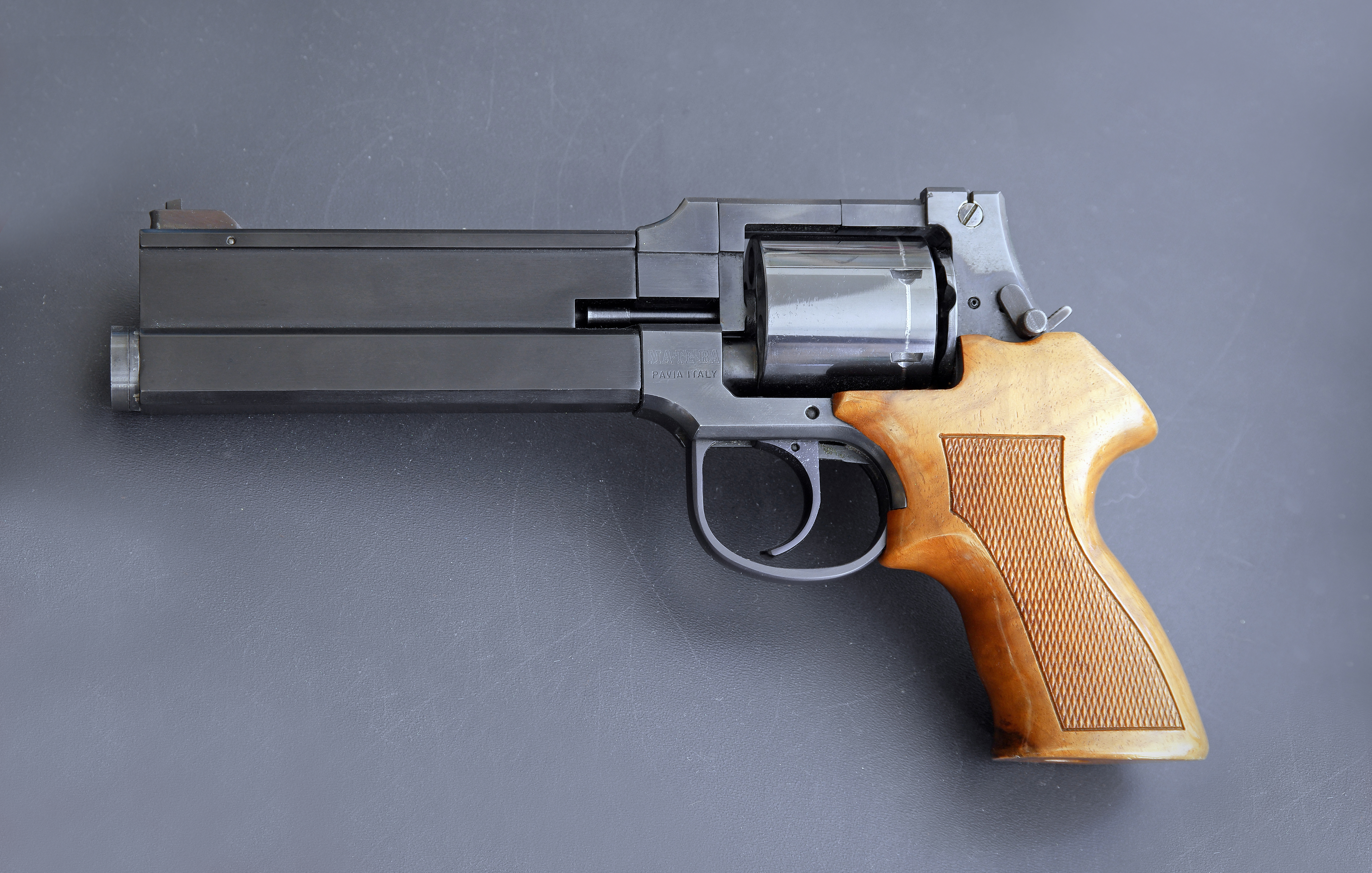
O Mateba 2006M em .357 Magnum.

- MT1, .22 rifle longo, pistola esportiva semi-automática
- Série MTR - família (MTR igual ao Revólver MaTeba) de revólveres de ação dupla/simples totalmente em aço em que Ghisoni colocou o cano o mais baixo possível com o cilindro na frente do gatilho e usando cilindros de alta capacidade. A série MTR foi projetada para tiro de competição Rapid Fire, com pesos de cano e cano baixo para minimizar a subida;
  - MTR-8 - 8 cartuchos de munição calibre .38[2]
  - MTR-12 - 12 cartuchos de munição calibre .32[2]
  - MTR-14 - 14 rodadas de 0,22LR[2]
- 2006M - 6 cartuchos de munição calibre .357/.38[3]
- Modelo 6 Unica (geralmente conhecido simplesmente como Mateba ou Mateba Autorevolver), disponível .357 magnum, .44 magnum e .454 Casull.[4]
- Carabina Grifone - versão de cilindro de 18 polegadas do Modelo 6 Unica[5]
  - um com acabamentos em madeira, cano overfolding e em .357-Magnum,
  - com coronha fixa, acabamentos em aço inoxidável e madeira e em .44-Remington Magnum[6]